# Sulfamoylfluoridy
Sulfamoylfluoridy jsou, většinou organické, sloučeniny obsahující funkční skupinu se vzorcem F-SO2-N(-R)-R'.
Příklady mohou být sulfamylfluoridy, u kterých jsou obě skupiny R a R' tvořeny atomy vodíku; difluorsulfamylfluoridy,u kterých jsou to atomy fluoru; dimethylsulfamoylfluoridy, které mají jako R a R' methyly (CH3), N-sulfinylsulfamoylfluoridy (R a R' jsou nahrazeny dvojnou vazbou na S=O), chlor(trifluormethyl)sulfamoylfluoridy (R = Cl, R' je trifluormethyl, CF3).
Dalšími skupinami sulfamoylfluoridů jsou bis(trifluormethyl)sulfamoylfluoridy a 1,2-hydrazindisulfonylfluoridy (což jsou anorganické dimery).
Jinou skupinu sloučenin tvoří sulfonimidoylfluoridy s obecným strukturním vzorcem R-S(O)(F)=N-R'.

## Příprava
Sulfamoylfluoridy se dají připravit reakcí sekundárních aminů s fluoridem sulfurylu (SO2F2) nebo fluoridem-chloridem sulfurylu (SO2ClF). Lze použít i cyklické sekundární aminy.
Sulfamoylfluoridy je také= možné získat ze sulfamoylchloridů reakcí s některou ze sloučenin poskytujících fluoridové ionty, jako jsou například fluorid sodný (NaF), fluorid draselný (KF), flurovodík (HF) a fluorid antimonitý (SbF3).
Sulfonamidy se mohou za přítomnosti difluor-λ3-bromanu a monosubstituovaného N-sulfamoylfluoridu účastnit Hofmannova přesmyku.